# Girolamo Bardi (Autor)
Girolamo Bardi, auch Hieronymus Bardus (* 28. August 1544 in Florenz; † 28. März 1594 in Venedig) war ein Florentiner Kamaldulenser, der aus dem Orden wieder austrat, um später Priester in Venedig zu werden. Er verfasste eine Reihe von Werken, wie etwa eine vierbändige Universalgeschichte, aber auch Einzelbeiträge zu den römisch-deutschen Kaisern, eine Eloge auf Cosimo I. de’ Medici, einen Heiligenkalender sowie über die „bemerkenswerten Dinge der Stadt Venedig“.
Girolamo Bardi, über dessen Leben sehr wenig bekannt ist, stammte aus einem einflussreichen Adelsgeschlecht, das in Florenz ansässig war. Er trat in den Orden der Kamaldulenser im Kloster Santa Maria degli Angeli in seiner Geburtsstadt ein, das seit der zweiten Hälfte des 15. Jahrhunderts als eines der Zentren des Humanismus galt. Bardi erwarb sich dort als Gelehrter einen hohen Ruf.
Er publizierte fast alle seiner Werke unter seinem eigenen Namen, ohne seinen Orden zu nennen, was möglicherweise zu seinem Austritt aus dem Orden beitrug. Nach dem Austritt siedelte er nach Venedig über, wo er bis zu seiner Berufung 1548 zum Vorsteher der Kirchengemeinde San Samuele als Säkularkleriker tätig war. Am 8. Februar 1593 wurde er zum Priester gewählt. Seine Beisetzung erfolgte nach seinem Tod ein Jahr später in seiner Gemeindekirche. Eine geplante 16-bändige universalhistorische Schrift ist nicht erhalten. Bardi setzte das bis 1535 reichende Chronicon, seu emendatio temporum des Johannes Lucidus Samotheus bis zum Jahr 1575 fort.

## Werke
- Massimiliano und Ferdinando, in: Pedro Mexia, Lodovico Dolce: Vite di tutti gl’imperadori romani, composte in lingua spagnuola da Pietro Messia, et da M. Lodovico Dolce nuouamente tradotte & ampliate, Alessandro Griffio, Venedig 1578, fol. 514v–524v und S. 531r–543r. (Digitalisat)
- Elogio del serenissimo Cosimo de’ Medici Granduca di Toscana, Venedig 1579 (Biblioteca Casanatense, misc. 323-20)
- Chronologia Universale, 4 Bde., Venedig 1581. (Digitalisat, Teil 1, Teil 2, Teil 3, Teil 4)
- Vittoria navale ottenvta dalla Repvblica Venetiana contra Federigo I. Imperadore per la restitutione di Alessandro Terzo, Pontefice Massimo, venuto à Venetia, Antonio Pinelli, Venedig 1584. (Digitalisat; Digitalisat der Ausgabe Venedig 1619)
- Vite de tutti i santi breuemente descritte per tutti i giorni dell’anno, ouero Martirologio romano riordinato conforme all’vso del nuouo calendario Gregoriano. Tradotto dalla lingua latina nella volgare da D.Gieronimo Bardi, Bernardo Giunti, Venedig 1585.
- Delle cose notabili della Città di Venezia […] Fatta da Girolamo Bardi Fiorentino, Felice Valgriso, Venedig 1587. (Digitalisat), (Venedig 1606).
- Dichiarazione di tutte le cose notabili di Venezia in Palazzo Ducale (BNCF, Palat. 19.1.1.38)